# Alfons de Castella
Alfons de Castella (Tordesillas, 1453 - Cardeñosa, 1468) va ser infant de Castella. Fill de Joan II de Castella i d'Isabel de Portugal.
Va ser un dels protagonistes de la Segona Guerra de Successió castellana, va ser utilitzar com a pantalla per a la facció contrària a Enric IV de Castella, el qual accedí a confiar a l'infant a Juan Pacheco, marquès de Villena. Va ser jurat com a príncep d'Astúries amb el consentiment del rei, però a canvi de casar-se amb la seva filla Joana; poc després va revocar la decisió i va reclamar l'infant.
Es va intentar proclamar diverses vegades com a rei, la primera vegada a Valladolid i l'any 1465, els seus seguidors el van proclamar com a Alfons XII a Àvila, essent reconegut per algunes ciutats. El 1467 va ser derrotat per Enric IV a la batalla d'Olmedo, però els resultats no van ser decisius, tot i la mort de l'infant poc després, el conflicte successori continuava obert en Isabel, germana d'Alfons.
Es van tractar alguns esponsals d'Alfons amb filles de Joan II d'Aragó, que finalment no van realitzar-se.